# Alvin and the Chipmunks 3
Alvin and the Chipmunks 3 là một bộ Phim hài phiêu lưu Mỹ 2011 của đạo diễn Mike Mitchell. Những ngôi sao tham gia trong phim là Jason Lee, David Cross và Jenny Slate lồng tiếng cho Justin Long, Matthew Gray Gubler, Jesse McCartney, Amy Poehler, Anna Faris và Christina Applegate.
Phim được phát hành bởi Twentieth Century Fox, sản xuất bởi Fox 2000 Pictures, Regency Enterprises và Bagdasarian Company. Phim là phần tiếp theo của Ban nhạc sóc chuột 2007 và Ban nhạc sóc chuột 2 2009. Phim khởi chiếu ngày 16 tháng 12 năm 2011.

## Phân vai
- Jason Lee vai David Seville
- David Cross vai Ian Hawke
- Jenny Slate vai Zoe
- Andy Buckley vai Captain Correlli
- Justin Long vai Alvin Seville
- Matthew Gray Gubler vai Simon Seville
- Jesse McCartney vai Theodore Seville
- Christina Applegate vai Brittany
- Anna Faris vai Jeanette
- Amy Poehler vai Eleanor